# Herb gminy Lipnica
Herb gminy Lipnica – jeden z symboli gminy Lipnica, ustanowiony 5 września 2013.

## Wygląd
Herb przedstawia na tarczy w polu złotym pół gryfa czarnego, na pagórku zielonym trzymającego w łapach słup graniczny w skosy białe i czerwone.